# Kościół św. Anny w Rutkach-Kossakach
Kościół świętej Anny w Rutkach-Kossakach – rzymskokatolicki kościół parafialny mieszczący się we wsi gminnej Rutki-Kossaki, w województwie podlaskim. Należy do dekanatu Zambrów diecezji łomżyńskiej.

## Historia
Obecna murowana świątynia została wzniesiona w 1568 roku, konsekrowana w 1598 roku przez biskupa płockiego Wojciecha Baranowskiego; potem była wielokrotnie restaurowana i przebudowywana, zwłaszcza w 1863 roku kosztem Agnieszki Buszon właścicielki Mężenina. Podczas II wojny światowej budowla została poważnie uszkodzona, odbudowywał ją ksiądz proboszcz Czesław Dziondziak. W latach 1988–1989 świątynia została rozbudowana o nawy boczne dzięki staraniom księdza proboszcza Tadeusza Makowskiego. W latach 1995–2000 zostały zamontowane nowe organy w kościele dzięki staraniom wyżej wymienionego proboszcza.

## Wyposażenie
Budowla posiada cztery ołtarze. W ołtarzu głównym jest umieszczony obraz Matki Bożej z Dzieciątkiem, wykonany w 1649 roku, następnie całkowicie przemalowany albo wymieniony na nowy w XIX stuleciu; sukienka srebrna została wykonana w 1680 roku. Na zasuwie znajduje się obraz św. Anny, natomiast w zwieńczeniu obraz świętego Jakuba, obydwa pochodzą z 1870 roku. Z lewej i prawej strony ołtarza usytuowane są rzeźby św. Piotra i Pawła. Ołtarz w kaplicy jest pod wezwaniem Serca Jezusowego, natomiast ołtarze w zwieńczeniu naw bocznych noszą wezwania: św. Mikołaja i Matki Bożej Nieustającej Pomocy, w nich są umieszczone obrazy patronów. Ołtarz Serca Jezusowego został wykonany w 1848 roku, dwa pozostałe w 1863 roku. W zakrystii są przechowywane dwie monstrancje z 1760 i 1890 roku.